# St. Gangolf (Mainz)

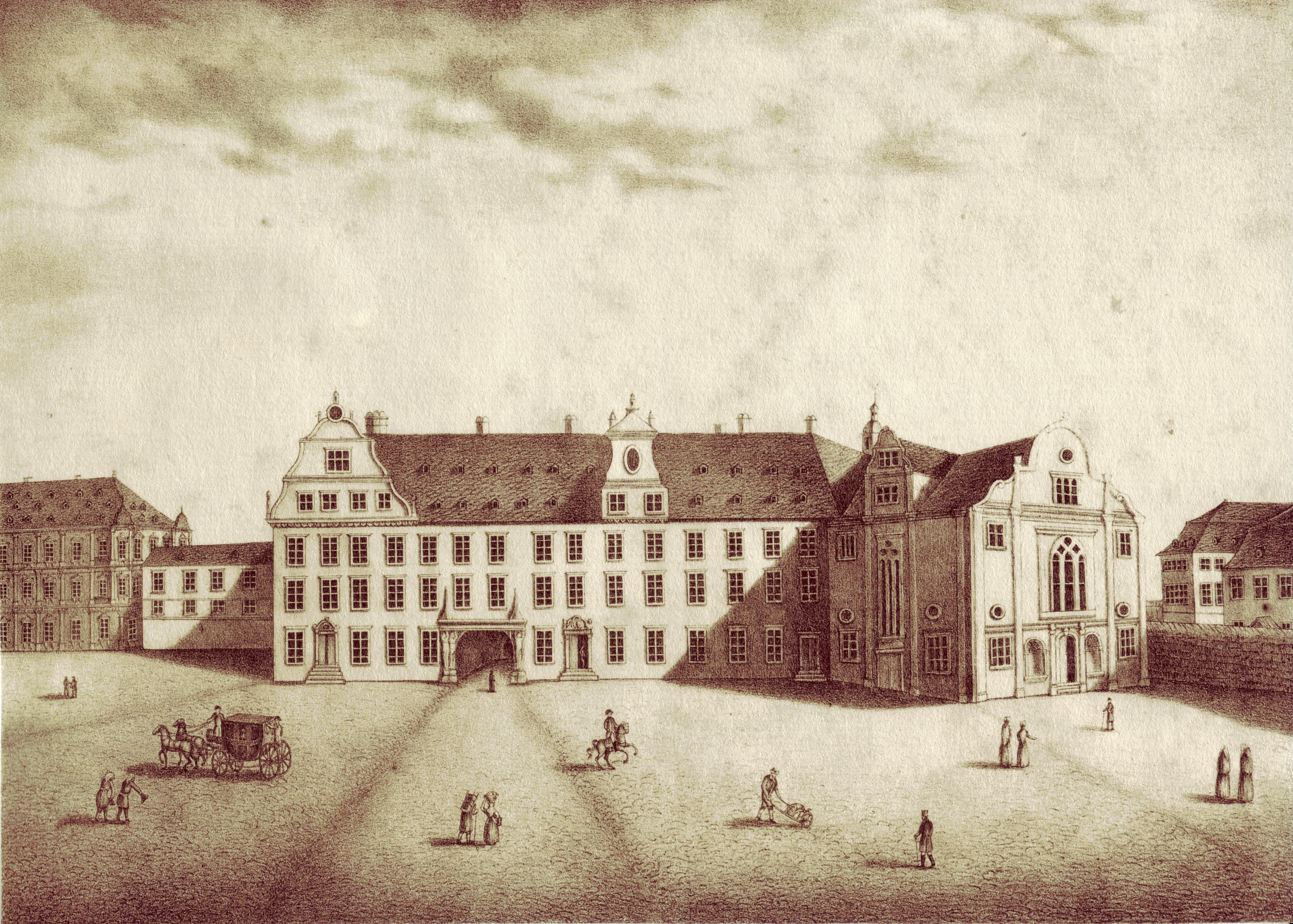
Die bischöfliche Kanzlei mit der St. Gangolfs Stiftskirche, Lithografie von Dionis Wasserburg

Das Kollegiatstift St. Gangolf wurde im Frühmittelalter nach den überwundenen Einfällen der Normannen im nördlichen Bereich des ummauerten Gebiets der Stadt Mainz, nahe der Einmündung des Zeybachs in den Rhein errichtet.
Der Mainzer Dompropst Theoderich, später Erzbischof von Trier, Begründer des Stifts, wurde erstmals in einer Urkunde Ottos I. vom 29. Mai 961. als Dompropst zu Mainz belegt. Otto I. übertrug ihm Güter im Nahegau, die bis dahin zu den Herren Lantbert, Megingoz und Reginzo gehörten, darunter Kirn und Bergen. Diese Schenkung nutzte er privat zur Ausstattung des Stiftes St. Gangolf. Die Kirche und die Stiftsgebäude wurden für 12 Stiftsherren erbaut.
Das unter dem Patrozinium des Heiligen Gangolf stehende Stift befand sich bis ins Hochmittelalter im Privatbesitz des jeweiligen Bischofs von Trier. Der Kult um St. Gangolf führte bereits im Jahr 958 zur Errichtung einer Gangolfkirche in Trier, wo Theoderich zuvor Dekan der Domkirche war. Theoderich starb am  5. Juni 977, nach anderen Quellen am 12. Juni 977 zu Mainz und wurde in St. Gangolf begraben.
1570 ging das Stift in das Eigentum des Mainzer Erzbischofs Daniel Brendel von Homburg über, der es 1575 bis 1581 vom Mainzer Dombaumeister Georg Robin im Renaissancestil zur Schlosskapelle der 1478 bis 1481 errichteten Festungsanlage Martinsburg ausbauen ließ. Sie war als dreischiffige Hallenkirche mit Emporen-Galerie und hohen Maßwerkfenstern ausgeführt. Das ursprünglich in der Kirche eingebaute, mit Schnitzereien reich verzierte sogenannte Brendelsche Chorgestühl wurde in den Ostchor des Mainzer Doms integriert.
Es ist belegt, dass der Dechant von St. Gangolf seit 1436 das Amt eines ordentlichen Konservators der Deutschordensprivilegien für das gesamte deutsche Reich innehatte. Dies könnte ein Grund für die Wahl des Bauplatzes des 1730 errichteten Deutschhauses sein. Die St.-Gangolf-Kirche wurde während der Belagerung von Mainz (1793) stark durch Beschießung der Koalitionäre beschädigt und daher später, wie auch die baulich mit ihr verbundene bischöfliche Kanzlei, Opfer der französischen Stadtplanung im Bleichenviertel.
Bei Umbauarbeiten am Deutschhaus im Jahr 2017 wurden vielfältige archäologische Funde aus unterschiedlichen geschichtlichen Epochen von Mainz gemacht. So konnte der Verlauf der römischen Stadtmauer aus der Mitte des 3. Jahrhunderts in diesem Bereich erstmals gesichert nachgewiesen werden, eine wertvolle byzantinische Goldmünze des Kaisers Herakleios wurde gefunden und Reste der ehemaligen Kirche St. Gangolf konnten ergraben werden.